# Politikåret 1980

## Händelser

### Januari
- 1 januari – FN:s generalsekreterare Kurt Waldheim kommer till Teheran för att diskutera gisslankrisen i Iran.[1]
- 3 januari – USA kallar hem sin ambassadör i Sovjetunionen på grund av Afghansk-sovjetiska kriget.[1]
- 5 januari – USA:s försvarsminister Harold Brown ankommer till Peking för överläggningar med Kina.[1]
- 7 januari – Egyptens president Anwar Sadat och Israels premiärminister Menachem Begin möts i Assuan.[1]
- 14 januari – Sovjetunionen lägger in sitt veto mot ekonomiska sanktioner mot Iran.[1]
- 22 januari – Vid kandidatnomineringen inför presidentvalet i USA vinner Jimmy Carter och George H.W. Bush respektive omröstning, vilket sker i Iowa.[1]
- 26 januari – Israel och Egypten upprättar diplomatiska förbindelser.
- 29 januari – På ett muslimskt toppmöte, med 36 utrikesministrar, fördöms Sovjetunionen för intåget i Afghanistan.[1]
- 30 januari
  - Hundratals poliser i Västtyskland slår till mot nynazistiska organisationen "Wehrsportgruppe Hoffmann", som förbjudits.[1]
  - Sex amerikanska diplomater uppges ha lämnat Iran med hjälp av förfalskade kanadensiska pass samt utresevisa.[1]
  - Sveriges riksdag har allmänpolitisk debatt. Alla partier kritiserar Sovjetunionen för intåget i Afghanistan. Sveriges statsminister Thorbjörn Fälldin säger att Sveriges regering varit tidiga med reaktioner mot sovjetiska övergrepp.[1]
- 31 januari – Drottning Juliana av Nederländerna meddelar att hon abdikerar till förmån för sin äldsta dotter, Beatrix.[1]

### Februari
- 5 februari – Spaniens ambassad i San Salvador ockuperas av vänster-gerillagruppen Folkförbundet 28 februari, som kräver frigivning av ett antal fängslade kamrater i utbyte mot ambassadockupationen.[1]
- 8 februari – 70-årige Gunnar Thoroddsen bildar en isländsk koalitionsregering.[1]
- 12 februari – Finlands statsminister Mauno Koivisto inleder ett två dagars officiellt besök i Sverige.[1]
- 18 februari
  - Edward Babiuch utses till ny regeringschef i Polen efter Piotr Jaroszewiczs då Polens kommunistparti har kongress.[1]
  - USA och Iran godkänner en internationell undersökningskommission om den iranska shahens påstådda brott.[1]
- 20 februari – Den svenska regeringen beslutar att satsa 20 miljarder kronor under 20 år på ett nytt militärflygplanssystem vid namn JAS.
- 19 februari – Kinas tidigare president Liu Shoqi återupprättas.[1]
- 26 februari – Israel och Egypten utväxlar ambassadörer.[1]
- 27 februari – Dominikanska republikens ambassad i Bogotá ockuperas av gerillagruppen M-19.[1]
- 29 februari – Thailands premiärminister Kriangsak Chamanand avgår.[1]

### Mars
- 1 mars
  - FN:s säkerhetsråd fördömer enhälligt Israels bosättningspolitik på Västbanken.[1]
  - Frankrikes president Valéry Giscard d'Estaing inleder en rundresa till Persiska vikens länder.[1]
- 4 mars – Zanu-PF:s Robert Mugabe får i uppdrag att bilda Rhodesias första folkvalda regering.[1]
- 6 mars
  - Studenterna i Iran meddelar sin avsikt att överlämna ambassadgislan till Revolutionsrådet.[1]
  - Flera personer ur gisslan på Dominikanska republikens ambassad i Bogotá friges.[1]
- 7 mars – Ungerns parlament röstar för införandet av kärnkraft i Ungern.[1]
- 11 mars – Zanu-PF:s Robert Mugabe presenterar  Rhodesias nya regering. Två vita finns med i den.[1]
- 12 mars – Sveriges riksdag diskuterar utrikespolitik. Sveriges utrikesminister Ola Ullsten fördömer Sovjetunionen för intåget i Afghanistan.[1]
- 17 mars – Spaniens kungapar inleder ett tre dagars besök i Sverige.[1]
- 19 mars – I Italien lämnar premiärministern, kristdemokraten Francesco Cossiga, in sin regerings avskedsansökan.[1]
- 26 mars – Sveriges riksdag beslutar att Sverige i fortsättningen inte skall använda spritdrycker vid statlig representation, utan endast måttlig servering av vin och öl.[1]

### April
- April – Egyptens president Anwar Sadat och Israels premiärminister Menachem Begin besöker båda USA i början av månaden.[1]
- 4 april – I Italien bildar kristdemokraten Francesco Cossiga Italiens 39:e regering sedan 1945.[1]
- 6 april – VPK passerar Folkpartiet vid SIFO-mätning i Sverige.[1]
- 7 april – USA:s president Jimmy Carter meddelar att USA bryter sina diplomatiska förbindelser med Iran.[1]
- 12 april – Samuel Doe griper makten i Liberia vid en statskupp.[1]
- 13 april – Sveriges kungapar inleder ett fem dagars statsbesök i Japan.[1]
- 18 april – Rhodesia blir Zimbabwe med Robert Mugabe som president.
- 22 april – Europarådets parlamentariska församling i Strasbourg röstar med siffrorna 98-25 att förorda dödsstraffets avskaffande, efter att svenske delegaten Carl Lidbom drivit frågan.[1]
- 27 april – Gisslandramat på Dominikanska republikens ambassad i Bogotá får sitt slut då ett kubanskt flygplan lämnar Bogotá med ett 15-tal gerillamän ombord, efter fri lejd.[1]
- 28 april – Cyrus Vance avgår som utrikesminister i USA.[1]
- 30 april
  - Drottning Juliana av Nederländerna abdikerar till förmån för sin äldsta dotter, Beatrix.[1]
  - Sex beväpnade män ockuperar Irans ambassad i London och tar ett 20-tal personer som gisslan. Ockupanterna kräver att Iran friger 91 fångar från Khuzestan.[1]

### Maj
- 1 maj – Första maj i Sverige, som detta år präglas av storkonflikten ute på arbetsmarknaden, lockar rekordpublik, med totalt 850 000 deltagare.[1]
- 4 maj – Vid en SIFO-undersökning i Sverige noteras det socialistiska blocket i majoritet.[1]
- 5 maj
  - Premiärminister Konstantin Karamanlis utses till ny president i Grekland.[1]
  - Ett specialkommando ur brittiska säkerhetstjänstens stormar Irans ambassad i London, som hålls ockuperad av sex beväpnade män, då en medlem av gisslan dödats.[1]
- 12 maj
  - Militären uppges ha tagit makten i Uganda vid en kupp, och störtat president Godfrey Binaisa.[1]
  - Romersk-katolska kyrkans påve Johannes Paulus II återvänder till Vatikanstaten efter tio dagars rundresa i Afrika.[1]
- 13 maj – Brandtkommissionens förslag, om toppmöte med 25 länders stats- och regeringschefers om förhållandet mellan rika och fattiga länder, stöds av de nordiska ländernas statsministrar på möte i Hamar.[1]
- 15 maj – Studenter i Sydkorea drabbar samman med polisen och militären.[1]
- 16 maj
  - Japans premiärminister Masayoshi Ohira fälls efter att ha förlorat en misstroendeomröstning i Japans representanthus.[1]
  - USA:s utrikesminister Edmund Muskie och Sovjetunionens utrikesminister Andrej Gromyko möts i Wien.[1]
  - Sveriges socialminister Karin Söder talar på Folknykterhetens dag i Örebro, och påstår att alkoholen är kanske det största samhällsproblemet.[1]
- 17 maj – Kinas tidigare president Liu Shaopqis minne återupprättas vid en högtid i Peking.[1]
- 19 maj - Frankrikes president Valéry Giscard d'Estaing möter Sovjetunionens president Leonid Brezjnev i Warszawa.[1]
- 22 maj – Mexikos president Jose López Portillo inleder ett tre dagars besök i Sverige.[1]
- 24 maj – Olof Palme, Bruno Kreisky och Felipe Gonzáles åker till Teheran för att samla kunskap om Iranska revolutionen.[1]
- 29 maj – Sveriges utrikesminister Ola Ullsten inleder ett två dagar långt besök i Moskva.[1]

### Juni
- 3 juni – Sveriges riksdag antar, efter 12 års utredning, Socialtjänstlagen, som vid ikraftträdandet 1 januari 1982 innebär att tidigare vårdlagar inom socialsektorn slås samman. Enligt VPK röstar emot.[1]
- 8 juni – Kinas utrikesminister Huang Hua besöker Stockholm. Efter fyra dagar i Sverige fortsätter han till Norge och Danmark, och blir första kinesiska utrikesminister att besöka Norden.[1]
- 10 juni – Sveriges riksdag beslutar att Sverige senast under 2010 skall släcka ner kärnkraften.[1]
- 11 juni – Sveriges riksdag avslutar sin vårsession.[1]
- 14 juni – Irans utrikesminister Sadegh Ghotbzadeh inleder ett Europabesök i Oslo.[1]
- 16 juni
  - Politiska våldsdåd i Guatemala har enligt en rapport krävt 135 människoliv.[1]
  - Sveriges kungapar inleder ett tre dagars statsbesök i Frankrike.[1]
- 22 juni – Vid en SIFO-undersökning i Sverige noteras det socialistiska blocket i majoritet.[1]
- 24 juni – USA:s president Jimmy Carter anländer till Belgrad.[1]
- 26 juni
  - Ronald Reagan leder opinionsundersökningen från New York Times/CBS inför amerikanska presidentvalet.[1]
  - Rolf Wirtén blir ny budgetminister i Sverige efter Ingemar Mundebo.[1]
  - Kanadas premiärminister Pierre Trudeau-inleder ett tvådagarsbesök i Sverige.[1]

### Juli
- 6 juli – Zimbabwes premiärminister Robert Mugabe meddelar att Zimbabwe brutit diplomatin med Sydafrika.[1]
- 9 juli – USA:s president Jimmy Carter avslutar ett besök i Japan.[1]
- 11 juli
  - Ett misslyckat statskuppförsök genomförs i Iran.[1]
  - 20 000 exilestländare demonstrerar för ett självständigt Estland.[1]
  - Iran frisläpper Richard Queen, en ur ambassadgisslan.[1]
- 17 juli
  - Ronald Reagan väljs vid Republikanska partiets konvent i Detroit till kandidat inför presidentvalet i USA.[1]
  - I Bolivia störtas president Lidia Gueiler Tejada vid en militärkupp, den fjärde sedan 1978 och totalt den 189:e i ordningen sedan självständigheten 1825.[1]
  - 69-årige Zenko Suzuki blir ny premiärminister i Japan.[1]
- 30 juli
  - Nya Hebriderna blir självständigt med namnet Vanuatu.
  - FN:s kvinnokonferens i Köpenhamn avslutas efter drygt två veckor.[1]

### Augusti
- 2 augusti – Ett bombdåd genomförs på järnvägsstationen i Bologna. Nyfascistiska NAR tar på sig ansvaret.[1]
- 4 augusti – Zimbabwes arbetsminister Edgar Tekere åtalas för mord på en vit jordbrukare.[1]
- 5 augusti – Belgiens parlament godkänner självstyre för de fransk- och flamländsktalande delarna.[1]
- 11 augusti – I Iran utser parlamentet Mohammed Ali Rajai till ny premiärminister.[1]
- 19 augusti – Zimbabwes arbetsminister Edgar Tekere friges mot borgen.[1]
- 25 augusti – Sveriges riksdag samlas för ett extrainsatt möte i Stockholm för att diskutera ekonomi och skatter.[1]
- 27 augusti – General Chun Doo Hwan utses till president i Sydkorea.[1]

### September
- 4 september – Jugoslaviens regeringschef Vaselin Djuranovic kommer till Stockholm för två dagars besök.[1]
- 7 september – Kinas premiärminister Hua Guofeng meddelar att han avgår.[1]
- 12 september – I Turkiet störtas Suleyman Demirels koalitionsregering vid en militärkupp.[1]
- 17 september – En militärdomstol i Seoul dömer sydkoreanske oppositionspolitikern Kim Dae Jung till döden.[1]
- 21 september – I Turkiet bildar Bülent Ulusu ny regering.[1]

### Oktober
- 2 oktober
  - I Italien bildar kristdemokraten Arnaldo Folani Italiens 40:e regering sedan 1945.[1]
  - I Norge avgår olje- och energiminister Bjartmar Gjerde, justitie- och polisminister Anders Cappelen samt kommun- och arbetsminister Inger Louise Valle.[1]
- 3 oktober
  - Vid en timamrs strejk Gdansk protesterar hundratals personer mot att Polens regering inte uppfyllt sina löften från Gdansköverenskommelsen en månad tidigare.[1]
  - Fyra personer dödas och ett tiotal saknas då synagogan vid Rue Choernic i Paris utsätts för ett sprängattentat. Organisationen Europeiska nationalfascister tar på sig ansvaret.[1]
- 4 oktober - En månad före amerikanska presidentvalet leder Ronald Reagan vid flera opinionsundersökningar.[1]
- 7 oktober - 20 000 personer demonstrerar i Paris mot antisemitism, efter en rad nyfascistiska terrordåd mot synagogor och skolor i Frankrike.[1]
- 9 oktober - Östtyskland meddelar att besökare från väst i fortsättningen måste växla in dubbelt så stor summa östtysk valuta som tidigare.[1]
- 16 oktober - Wilfried Maartens bildar en koalitionsregering i Belgien med katoliker och socialister.[1]
- 18 oktober - I Italien bildar kristdemokraten Arnaldo Folani Italiens 40:e regering sedan 1945.[1]
- 22 oktober - Sveriges regering klarar en misstroendeomröstning i Sveriges riksdag med siffrorna 175-174 till regeringens fördel.[1]
- 23 oktober - Nikolaj Tichonov ersätter Alexei Kosygim som sovjetisk regeringschef.[1]
- 24 oktober - Spänningen stiger mellan Polens regering och fackföreningen Solidaritet skärps.[1]
- 30 oktober
- Polens kommunistpartichef Stanislaw Kania möter Sovjetunionens president Leonid Brezjnev.[1]
- Turkiets premiärminister Bülent Ulusu avgår.[1]
- Algeriets tidigare president Ben bella beviljas full amnesti.[1]

### November
- 9 november – Rumäniens president Nicolae Ceaușescu och hustrun Elena inleder ett fyra dagars statsbesök i Sverige.[1]
- 12 november – ESK inleds i Madrid.[1]
- 14 november – President Luis Cabral störtas vid en kupp i Guinea-Bissau.[1]
- 18 november – I Peking inleds rättegången mot De fyras gäng.[1]

### December
- 8 december – Zimbabwes arbetsminister Edgar Tekere frikänns, efter att ha åtalats för mord på en vit jordbrukare.[1]
- 15 december – Milton Obote svär presidenteden i ett svältdrabbat Uganda.[1]

## Val och folkomröstningar
- December 1979–januari 1980 – Parlamentsvalet i Indien vinns av Indira Gandhi.[1]
- 18 februari – Kanadas liberala parti vinner parlamentsvalet i Kanada.[1]
- 3 mars – Pierre Trudeau blir Kanadas premiärminister.
- 4 mars – Robert Mugabe väljs till Zimbabwes premiärminister.
- 9 mars – Baskien går till regionsparlamentsval, som blir svårt bakslag för UCD.[1]
- 15 mars – Gerald Ford meddelar att han inte tänker ställa upp i Republikanska partiets presidentnominering.[1]
- 23 mars – Folkomröstning om kärnkraft i Sverige.[1]
- 20 maj – Vid en folkomröstning i Québec säger 59,6% nej till självständighet från Kanada.[1]
- 22 maj – Egyptens president Anwar Sadat omväljs på livstid.[1]
- 3 juni – Vid en folkomröstning i Kalifornien röstar invånarna nej till sänkta skatter.[1]
- 29 juni – Vid presidentvalet på Island blir Vigdís Finnbogadóttir världens första demokratiskt valda kvinnliga president.[1]
- 11 september – Vid en folkomröstning i Chile röstar 67 % för ny författning.[1]
- 5 oktober
  - Vid förbundsdagsvalet i Västtyskland får regeringskoalitionen med SDP och FDP sitta kvar.[1]
  - Vid parlamentsvalet i Portugal segrar premiärminister Francisco Sá Carneiros Demokratiska alliansen.[1]
- 30 oktober – JLP vinner parlamentsvalet i Jamaica.[1]
- 4 november – Presidentvalet i USA vinns av Ronald Reagan.[1]
- 8 november – Lagtingsval på Färöarna.
- 30 november – Vid en folkomröstning i Uruguay röstar en klar majoritet mot ny konstitution, och mot militärstyre.[1]
- 7 december – Antonio Ramalho Eanes vinner presidentvalet i Portugal.[1]
- 10 december – Ugandas folkkongress noterar en förkrossande seger vid allmänna val i Uganda.[1]

## Organisationshändelser
- 7 januari – Mexiko väljs in i FN:s säkerhetsråd.[1]
- 12 februari – Västtysklands tidigare förbundskansler Willy Brandt överlämnar Brandtkommissionens rapport om världsnöden till FN:s generalsekreterare Kurt Waldheim.[1]
- 25 februari - Ronald Reagan besegrar George H.W. Bush vid primärvalet i New Hampshire i USA.[1]
- 26 februari - Jimmy Carter besegrar senator Edward Kennedy vid primärvalet i New Hampshire i USA.[1]
- 5 mars - Senator Edward Kennedy besegrar Jimmy Carter vid primärvalet i Massachusetts i USA.[1]
- 1 april - Jimmy Carter besegrar senator Edward Kennedy vid primärvalet i Wisconsin och Kansas i USA.[1]
- 28 mars - I Reykjavik avslutar Nordiska rådet sin 28:e session.[1]
- 1 juni - Omvalet till kommunfullmäktige i Hallsberg blir en socialdemokratisk framgång.[1]
- 14 juni - Johannes Virolainen avgår som ordförande för Centern i Finland.[1]
- 16 juni - Thorbjörn Fälldin omväljs som partiordförande på Centerpartiets riksting i Sollefteå.[1]
- 19 juni - Svenske politikern Olof Palme talar i FN i samband med internationella nedrustningskonferensen i FN-skrapan.[1]
- 23 juni - På G7-mötet i Venedig antas en energiplan för 1980-talet, i syfte att minska oljeberoendet.[1]
- 17 juli - Ronald Reagan väljs vid Republikanska partiets konvent i Detroit till kandidat inför presidentvalet i USA.[1]
- 13 augusti - Jimmy Carter väljs vid Demokratiska partiets konvent till kandidat inför presidentvalet i USA.[1]
- 6 september – Stanislaw Kania ersätter Edward Gierek som ledare för Polens kommunistparti.[1]
- 25 september – Sveriges utrikesminister Ola Ullsten talar i FN:s generalförsamling för nedrustning, och att Sverige är beredda att arrangera en europeisk nedrustningskonferens.[1]
- 3 oktober – Det brittiska Labourpartiet avslutas, efter hätsk debatt.[1]
- 15 oktober
  - Kim Il Sung väljs om som ordförande för Nordkoreas kommunistparti.[1]
  - James Callaghan avgår som brittisk Labourledare.[1]
- 13 oktober – Efter godkännande i FN:s generalförsamling skall Pl Pots regim fortsätta tala för Kampuchea genom sin FN-delegation.[1]
- 18 oktober - Mohammed Ali Rajai talar inför FN:s säkerhetsråd.[1]
- 10 november – Michael Foot blir partiledare för Labourpartiet i Storbritannien.[1]
- 28 november – I Sverige firar Centerpartiet 70-årsjubileum i Falköping, baserad på ett bondeupprop från 1 december 1910 i tidningen Landsbygden.[1]
- Okänt datum – Socialistisk Arbejderparti bildas i Danmark.

## Födda
- 24 april – Elena Băsescu, rumänsk europaparlamentsledamot.
- 26 juli – Jacinda Ardern, nyzeeländsk president för International Union of Socialist Youth 2008–2010.

## Avlidna
- 1 januari – Pietro Nenni, 88, italiensk socialistpolitiker under andra världskriget.[1]
- 29 februari – Yigal Allon, 61, israelisk utrikesminister.[1]
- 14 mars – Helge Berglund, 72, svensk politiker och idrottsledare.[1]
- 4 maj – Josip Broz Tito, Jugoslaviens president 1953–1980.[1]
- 12 juni - Masayoshi Ohira, Japans premiärminister.[1]
- 23 juni – Varahagiri Venkata Giri, 33, Indiens president 1969–1974.[1]
- 13 juli - Seretse Khama, 59, Botswanas president.[1]
- 27 juli - Mohammad Reza Pahlavi, 60, shah av Iran 1941-1979.[1]
- 10 augusti – Agha Muhammad Yahya Khan, Pakistans president 1969–1971.
- 22 augusti – Gabriel González Videla, Chiles president 1946–1952.
- 17 september – Anastasio Somoza Debayle, Nicaraguas president 1967–1972 och 1974–1979.[1]
- 4 december - Francisco Sá Carneiro, 45, Portugals president (flygolycka).[1]
- 18 december - Alexej Kosygin, 76, sovjetisk tidigare premiärminister.[1]
- 29 december - Leopold Senghor, senegalesisk president.[1]

### Fotnoter
1. 1 2 3 4 5 6 7 8 9 10 11 12 13 14 15 16 17 18 19 20 21 22 23 24 25 26 27 28 29 30 31 32 33 34 35 36 37 38 39 40 41 42 43 44 45 46 47 48 49 50 51 52 53 54 55 56 57 58 59 60 61 62 63 64 65 66 67 68 69 70 71 72 73 74 75 76 77 78 79 80 81 82 83 84 85 86 87 88 89 90 91 92 93 94 95 96 97 98 99 100 101 102 103 104 105 106 107 108 109 110 111 112 113 114 115 116 117 118 119 120 121 122 123 124 125 126 127 128 129 130 131 132 133 134 135 136 137 138 139 140 141 142 143 144 145 146 147 148 149 150 151 152 153 154 155 156 157 158 159 160 161 162 163 164   Horisont 1980. Bertmarks